# Peasgood's Nonsuch
Peasgood's Nonsuch es una variedad cultivar de manzano (Malus domestica). 
Criado por la Sra. Peasgood en Stamford, Lincolnshire, Inglaterra, a partir de semillas sembradas alrededor de 1858. Recibió el Certificado de Primera Clase de la Royal Horticultural Society en 1872. Las frutas son de textura un poco gruesa, moderadamente jugosas y un poco dulces. Cocina bien.

## Sinonimia
- "Peasgood Nonesuch",
- "Peasgoods Goldrenette".

## Historia
'Peasgood's Nonsuch' es una variedad de manzana, cultivada de una plántula descendiente de Catshead de polinización abierta plantada en 1853 por la Sra. O el Sr. Peasgood en Stamford, Lincolnshire (Reino Unido). El eminente pomólogo y autor de Inglaterra, Robert Hogg, declara en la edición de 1884 de "The Fruit Manual" que "Esta hermosa manzana fue presentada ante el Comité de Frutas de la Royal Horticultural Society el 18 de septiembre de 1872 y recibió un certificado de primera clase. Fue cultivada por el Sr. Peasgood, de Stamford, y es una de las manzanas de otoño más hermosas en cultivo". La versión más sugestiva dice que era una de las cinco semillas plantadas por Emma Manby en Grantham, Lincolnshire, en 1860 cuando tenía 16 años. Solo una de las semillas sobrevivió y se la llevó a Stamford cuando se casó y se convirtió en la Sra. Peasgood.
'Peasgood's Nonsuch' se cultiva en la National Fruit Collection con el número de accesión: 2000-075 y Accession name: Peasgood's Nonsuch.

## Características

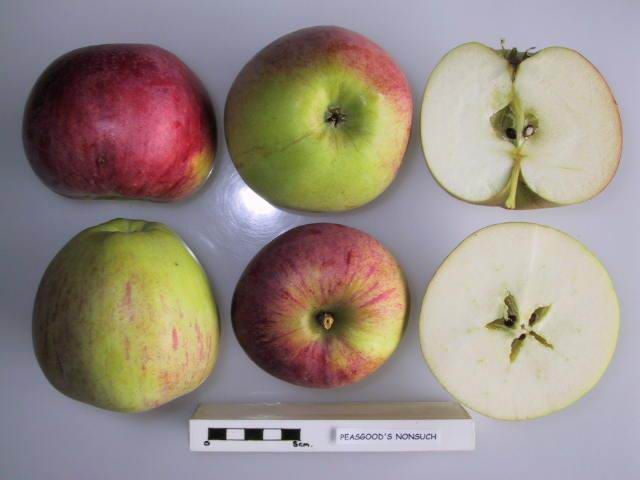
La Manzana 'Peasgood's Nonsuch' seccionada.

'Peasgood's Nonsuch' árbol de extensión vertical, de vigor moderado. Tiene un tiempo de floración que comienza a partir del 6 de mayo con el 10% de floración, para el 11 de mayo tiene una floración completa (80%), y para el 19 de mayo tiene un 90% caída de pétalos.
'Peasgood's Nonsuch' tiene una talla de fruto de grande a muy grande; forma aplanada, con una altura de 75.71mm, y con una anchura de 95.35mm; con nervaduras muy débiles alrededor de la cuenca del cáliz, corona débil; epidermis con color de fondo verde amarillento, con un sobre color naranja, importancia del sobre color bajo, y patrón del sobre color rayado / moteado, lenticelas de colores claros, "russeting" (pardeamiento áspero superficial que presentan algunas variedades) bajo; pedúnculo corto y de grosor medio, colocado en una cavidad profunda y estrecha; cáliz es pequeño y abierto, ubicado en una cuenca poco profunda; carne de color crema, de grano grueso, tierna. Jugoso, dulce y ligeramente agrio.
Su tiempo de recogida de cosecha se inicia a mediados de septiembre. Las flores se dañan fácilmente con las heladas tardías.

## Progenie
'Peasgood's Nonsuch' es el Parental-Madre de las variedades de manzana:
- Houblon
- S.T. Wright
- Monarch
- Renown
- Rival
- Paroquet
- Charles Ross
- Reverend W. Wilks

'Peasgood's Nonsuch' es el Parental-Padre de las variedades de manzana:
- Prince George
- Colonel Yate

'Peasgood's Nonsuch' es el origen del Desporte de manzana:
- Crimson Peasgood[4]

## Usos
Una buena manzana de uso de postre fresca en mesa, y de cocina (Hace una hermosa manzana al horno). Se conserva en frío hasta 2 meses.

## Ploidismo
Diploide, parcialmente autofértil. Grupo de polinización: D, Día 14.